# Matriz (Ribeira Grande)
Matriz es una freguesia portuguesa perteneciente al municipio de Ribeira Grande, situado en la Isla de São Miguel, Región Autónoma de Azores. Posee un área de 10,82 km² y una población total de 3552 habitantes (2001). La densidad poblacional asciende a 328,3 hab/km². Se encuentra a una latitud de 37° N y una longitud 25º O. La freguesia se encuentra a 1 m s. n. m.
- Datos: Q1999414
- Multimedia: Matriz (Ribeira Grande) / Q1999414

1. ↑  Worldpostalcodes.org,código postal n.º 9600-572.